# Ayuntamiento de Tarrasa
El Ayuntamiento de Tarrasa (en catalán: Ajuntament de Terrassa) se encarga de gobernar la ciudad y el municipio de Tarrasa, capital de la comarca del Vallés Occidental de Barcelona, España.
El ayuntamiento está presidido por el alcalde, que desde 1979 es elegido democráticamente por sufragio universal. Desde 2019, el alcalde de Tarrasa es Jordi Ballart, que junto a su plataforma municipal, Tot per Terrassa, acabó con 40 años ininterrumpidos de control socialista en el gobierno municipal.

## Alcaldes
| Periodo   | Nombre              | Partido                                    |
| --------- | ------------------- | ------------------------------------------ |
| 1979-1983 | Manuel Royes        | Partit dels Socialistes de Catalunya (PSC) |
| 1983-1987 | Manuel Royes        | Partit dels Socialistes de Catalunya (PSC) |
| 1987-1991 | Manuel Royes        | Partit dels Socialistes de Catalunya (PSC) |
| 1991-1995 | Manuel Royes        | Partit dels Socialistes de Catalunya (PSC) |
| 1995-1999 | Manuel Royes        | Partit dels Socialistes de Catalunya (PSC) |
| 1999-2003 | Pere Navarro Morera | Partit dels Socialistes de Catalunya (PSC) |
| 2003-2007 | Pere Navarro Morera | Partit dels Socialistes de Catalunya (PSC) |
| 2007-2011 | Pere Navarro Morera | Partit dels Socialistes de Catalunya (PSC) |
| 2011-2015 | Jordi Ballart       | Partit dels Socialistes de Catalunya (PSC) |
| 2015-2019 | Alfredo Vega        | Partit dels Socialistes de Catalunya (PSC) |
| 2019-2023 | Jordi Ballart       | Tot per Terrassa (TxT)                     |
| 2023-act. | Jordi Ballart       | Tot per Terrassa (TxT)                     |

## Evolución de la deuda viva municipal
El concepto de deuda viva contempla sólo las deudas con cajas y bancos relativas a créditos financieros, valores de renta fija y préstamos o créditos transferidos a terceros, excluyéndose, por tanto, la deuda comercial.
| Gráfica de evolución de la deuda viva del Ayuntamiento entre 2008 y 2023                          |
|                                                                                                   |
| Deuda viva del Ayuntamiento de Tarrasa, en miles de euros, según datos del Ministerio de Hacienda |

## Resultados electorales
| Partido político                                                                | 2023  | 2023   | 2023       | 2019  | 2019   | 2019       | 2015  | 2015   | 2015       | 2011  | 2011   | 2011       | 2007  | 2007   | 2007       |
| Partido político                                                                | %     | Votos  | Concejales | %     | Votos  | Concejales | %     | Votos  | Concejales | %     | Votos  | Concejales | %     | Votos  | Concejales |
| Tot per Terrassa (TxT)                                                          | 33,46 | 26 732 | 11         | 29,28 | 27 970 | 10         | —     | —      | —          | —     | —      | —          | —     | —      | —          |
| Partit dels Socialistes de Catalunya (PSC)                                      | 20,91 | 16 711 | 7          | 20,55 | 19 634 | 7          | 28,19 | 23 450 | 9          | 32,26 | 22 991 | 11         | 43,57 | 28 640 | 13         |
| Vox                                                                             | 10,49 | 8380   | 3          | 2,33  | 2223   | 0          | —     | —      | —          | —     | —      | —          | —     | —      | —          |
| Esquerra Republicana de Catalunya (ERC)                                         | 7,56  | 6047   | 2          | 14,93 | 14 262 | 5          | 13,49 | 11 217 | 4          | 4,45  | 3169   | 0          | 7,41  | 4870   | 2          |
| Junts per Catalunya (JxC)-Convergència i Unió (CiU)                             | 7,16  | 5723   | 2          | 7,56  | 7224   | 2          | 12,16 | 10 114 | 3          | 24,43 | 17 408 | 9          | 19,84 | 13 041 | 6          |
| Partit Popular de Catalunya (PP)                                                | 6,56  | 5242   | 2          | 3,90  | 2953   | 0          | 5,66  | 4706   | 1          | 12,31 | 8772   | 4          | 9,84  | 6468   | 3          |
| En Comú Podem (ECP)-Terrassa en Comú (TeC)-Iniciativa per Catalunya Verds (ICV) | 4,56  | 3643   | 0          | 3,68  | 3511   | 0          | 19,24 | 16 000 | 6          | 9,25  | 6590   | 3          | 10,25 | 6736   | 3          |
| Candidatura d'Unitat Popular (CUP)                                              | 3,37  | 2696   | 0          | 3,59  | 3434   | 0          | 5,75  | 4785   | 1          | 1,22  | 868    | 0          | 1,29  | 848    | 0          |
| Ciutadans (CS)                                                                  | 1,59  | 1273   | 0          | 8,11  | 7745   | 3          | 10,79 | 8977   | 3          | 2,12  | 1511   | 0          | 3,87  | 2547   | 0          |